# Артезіанський провулок (Київ)
Артезіа́нський прову́лок — провулок у Подільському районі міста Києва, місцевість Куренівка. Пролягає від Захарівської вулиці до вулиці Рилєєва.

## Історія
Провулок виник в 1-й половині XX століття, мав назву Польовий. Сучасну назву отримав 1955 року від розташованої поряд артезіанської свердловини.